# NGC 6226
NGC 6226 је спирална галаксија у сазвежђу Змај која се налази на NGC листи објеката дубоког неба.
Деклинација објекта је + 61° 59' 1" а ректасцензија 16h 43m 23,2s. Привидна величина (магнитуда) објекта NGC 6226 износи 13,1 а фотографска магнитуда 14,0. NGC 6226 је још познат и под ознакама NGC 6202, UGC 10532, MCG 10-23-43, CGCG 299-22, PGC 58847.